# Sorbyite
La sorbyite è un minerale.